# Guillem
Guillem ist ein katalanischer männlicher Vorname. Die deutschsprachige Form des Namens ist Wilhelm. Weiteres zu Herkunft und Bedeutung des Namens siehe hier. Die spanische Form des Namens ist Guillermo.

## Bekannte Namensträger

### Vorname
- Guillem de Castro (1569–1631), spanischer Dramatiker
- Guillem Martí Misut (* 1985), spanischer Fußballspieler
- Guillem Mesquida i Munar (1675–1747), mallorquinischer Kunstmaler
- Guillem Sagrera (1380–1456), spanischer Bildhauer, Baumeister und Architekt der Gotik
- Guillem Scrotes († 1553), flämischer Maler

### Familienname
- Sylvie Guillem (* 1965), französische Tänzerin und Choreografin